# Synchiropus novaecaledoniae
Synchiropus novaecaledoniae är en fiskart som beskrevs av Fricke, 1993. Synchiropus novaecaledoniae ingår i släktet Synchiropus och familjen sjökocksfiskar. Inga underarter finns listade i Catalogue of Life.